# Mariegola
La mariegola, dal latino "matricula", o Regola Madre, nelle Scuole di Venezia era lo statuto dei diritti e dei doveri degli aggregati. Era costituita dai capitoli della originaria stesura e dalle modifiche e integrazioni intervenute nel corso degli anni a causa di delibere, decreti o proclami.
Più in generale, una mariegola è un libro «nel quale sono raccolte le leggi sistematiche di alcune Corporazioni di arti ed anche di luoghi pii», dunque statuti di confraternite religiose o associazioni e corporazioni laiche.

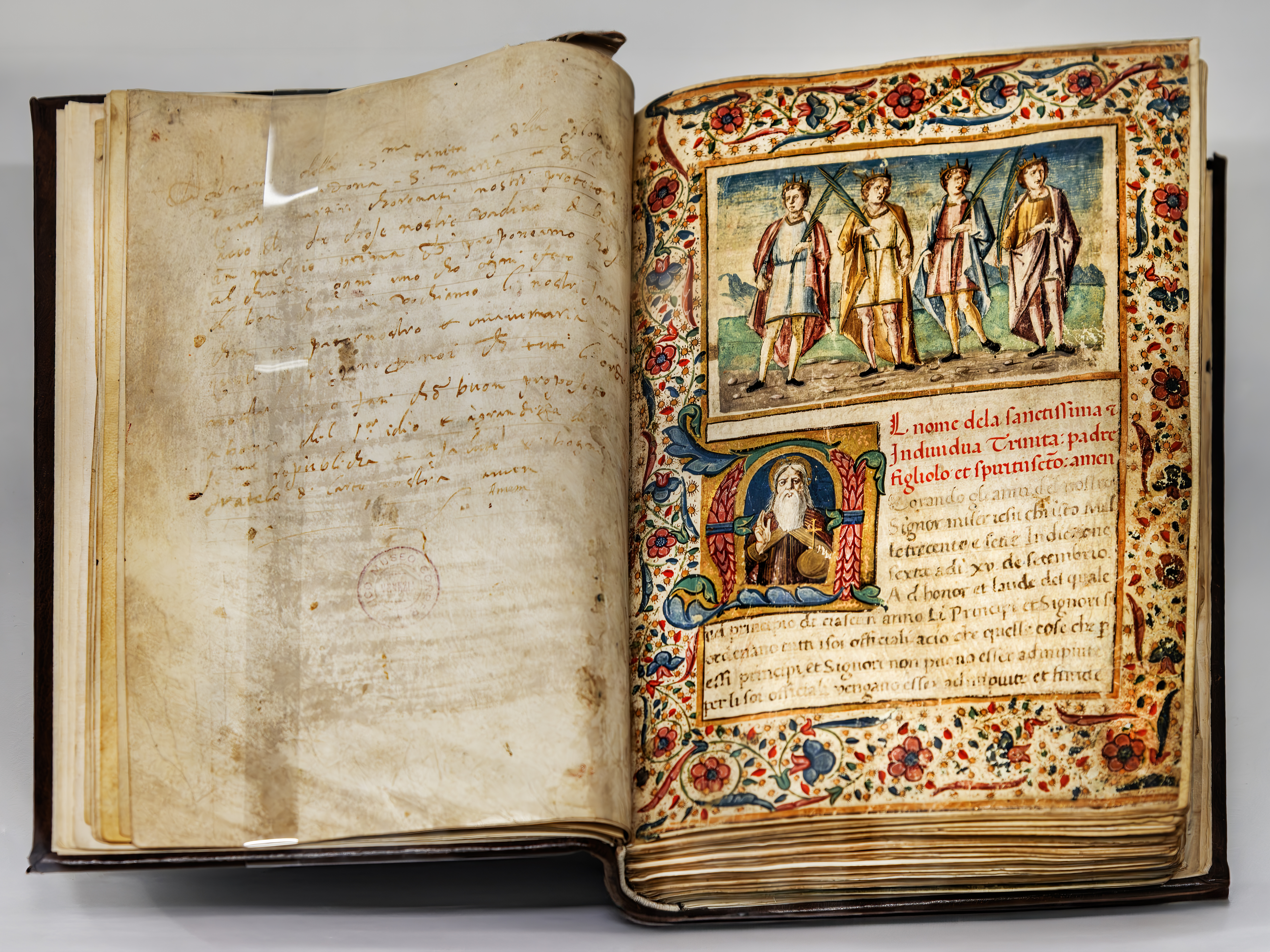
Mariegola dell'arte dei Tagiapiera, 1518, Museo Correr, Venezia.
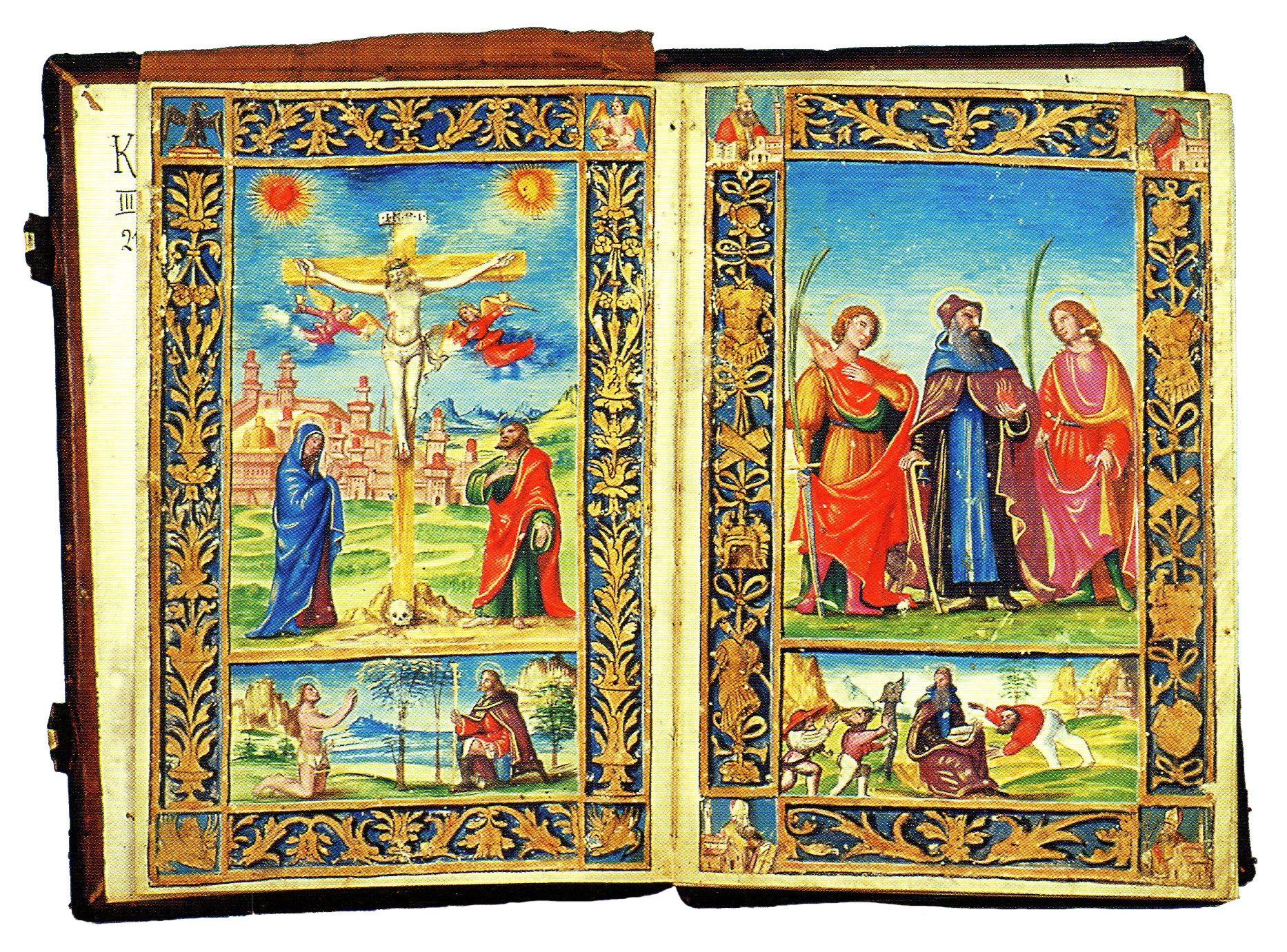
Mariegola di Collio, 1523, Museo diocesano, Brescia.